# Сокольники (Кемеровская область)
Сокольники — посёлок в Юргинском районе Кемеровской области. Входит в состав Проскоковского сельского поселения.

## История
В 1967 г. указом президиума ВС РСФСР поселок фермы №3 совхоза «Лебяжье»  переименован в Сокольники.

## Население
| 2010 |
| ---- |
| 316  |